# David Kagen
David Kagen (Somers Point, 27 de septiembre de 1948) es un actor estadounidense de cine y televisión, reconocido principalmente por su interpretación del alguacil Michael Garris en la película de terror de 1986 Friday the 13th Part VI: Jason Lives. Kagen nació y se crio en Somers Point, Nueva Jersey. Se graduó de la Universidad Carnegie Mellon y fundó su propia escuela de actuación, David Kagen's School of Film Acting, situada en Studio City, California. Además, estudió piano en la Escuela Juilliard.

## Filmografía destacada

### Cine
| Año  | Título                               | Papel                   | Notas |
| ---- | ------------------------------------ | ----------------------- | ----- |
| 1986 | Friday the 13th Part VI: Jason Lives | Alguacil Michael Garris |       |
| 1990 | Body Chemistry                       | Freddie                 |       |
| 1994 | Getting Even With Dad                | Entrenador              |       |
| 2005 | Shackles                             | Peter Travers           |       |
| 2014 | Coiled                               | Teniente Jackson        |       |
| 2016 | Intersection                         | Teniente Jackson        |       |